# 위삭

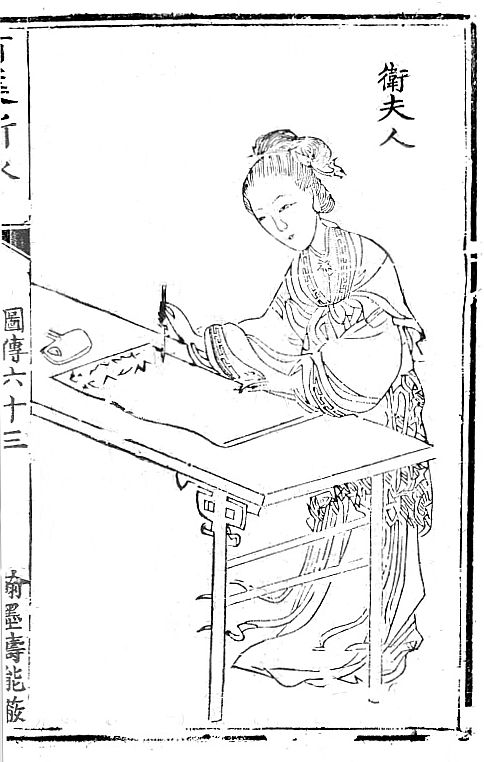

위삭(중국어 간체자: 卫铄, 정체자: 衛鑠, 병음: wèi shuò, 272년 ~ 349년)은 중국 동진의 화가, 서예가이다. 자는 무의(茂猗), 호는 화남(和南). 통칭 위부인(衛夫人)이라 했다.
오늘날의 산시성 윈청시 샤현에서 태어났다. 위전(衛展)의 딸이라고도 하고 혹은 위항(衛恆)의 딸 또는 여동생이라고도 한다. 여음태수 이구(李矩)와 결혼했다. 종요의 필법을 본받았으며 왕희지의 스승이다. 저서 《필진도》(筆陣圖)에서 후세에 영자팔법으로 알려지는 칠세(七勢)를 고안했다. 그 외 저서로 《명이첩》(名姬帖), 《위씨화남첩》(衛氏和南帖)이 있다.

## 참고 자료
- Wang, Yuchi, "Wei Shuo". Encyclopedia of China (Arts Edition), 1st ed.